# 川村六郎
川村 六郎（かわむら ろくろう、1935年5月23日 - ）は元京王百貨店代表取締役相談役。岩手県盛岡市出身。趣味・特技は茶道（南坊流）とそば打ち。

## 経歴
1959年に中央大学法学部を卒業と同時に京王帝都電鉄に入社。1963年に京王食品に出向。1978年に取締役。1988年に専務取締役。1990年に京王ストア代表取締役社長となる。1992年に京王百貨店取締役を経て、1993年6月に同社代表取締役社長に就任。2000年に同社代表取締役会長となる。